# Vice governatori della Banca di Francia
Questa voce elenca, in ordine cronologico, le persone che hanno rivestito il ruolo di vice governatore della Banca di Francia.

## Lista
| Decreto di nomina               | Decreto di nomina | Primo vice governatore                         | Secondo vice governatore                       |
| ------------------------------- | ----------------- | ---------------------------------------------- | ---------------------------------------------- |
| 28 aprile 1806 \| 4 maggio 1806 |                   | Louis Charles Thibon                           | Jean-Baptiste Rodier                           |
| 15 dicembre 1832                |                   |                                                | Charles Vernes                                 |
| 2 dicembre 1833                 |                   | Jean-Élie Gautier                              |                                                |
| 1 agosto 1857                   |                   |                                                | Edmond Andouillé                               |
| 3 febbraio 1858                 |                   | Edmond Andouillé                               | Achille Antonetti                              |
| 23 luglio 1859                  |                   |                                                | Charles-Pierre Doyen                           |
| 30 aprile 1866                  |                   |                                                | Frédéric-Georges Cuvier                        |
| 19 ottobre 1867                 |                   | Frédéric-Georges Cuvier                        | Alexandre-Marie-Sébastien de Plœuc             |
| 5 gennaio 1878                  |                   |                                                | Gustave Larsonnier                             |
| 8 dicembre 1879                 |                   |                                                | Eugène-Joseph Desmarest                        |
| 30 aprile 1866                  |                   |                                                | Frédéric-Georges Cuvier                        |
| 1 agosto 1889                   | [ 1 ]             | Eugène-Joseph Desmarest                        | Léopold Renouard                               |
| 10 maggio 1895                  | [ 2 ]             | Léopold Renouard                               | Georges-Auguste de Liron d'Airoles             |
| 25 maggio 1898                  | [ 3 ]             | Georges-Auguste de Liron d'Airoles             | Hippolyte Morel                                |
| 22 aprile 1900                  | [ 4 ]             |                                                | Saint-Victor Chomereau-Lamotte                 |
| 12 aprile 1907                  | [ 5 ]             | Henri-Camille Guernaut                         |                                                |
| 30 ottobre 1909                 | [ 6 ]             |                                                | Aimé-Charles-Alphonse-Laurent-Raoul-Gaston Lem |
| 18 luglio 1911                  | [ 7 ]             | Aimé-Charles-Alphonse-Laurent-Raoul-Gaston Lem | Charles Sergent                                |
| 28 dicembre 1917                | [ 8 ]             |                                                | Georges-André Luquet                           |
| 5 marzo 1918                    | [ 9 ]             | Georges-André Luquet                           | Eugène Morel                                   |
| 5 novembre 1920                 | [ 10 ]            | Eugène Morel                                   | Paul Ernest-Picard                             |
| 1 dicembre 1922                 | [ 11 ]            | Paul Ernest-Picard                             | Omer-James Leclerc                             |
| 26 giugno 1926                  | [ 12 ]            | Omer-James Leclerc                             | Charles Rist                                   |
| 20 novembre 1928                | [ 13 ]            | Charles Rist                                   | Clément Moret                                  |
| 6 febbraio 1929                 | [ 14 ]            | Clément Moret                                  | Pierre-Eugène Fournier                         |
| 27 settembre 1930               | [ 15 ]            | Pierre-Eugène Fournier                         | Jules Guiraud                                  |
| 20 luglio 1937                  | [ 16 ]            | Jules Guiraud                                  | Yves Bréart de Boisanger                       |
| 28 ottobre 1937                 | [ 17 ]            | Yves Bréart de Boisanger                       | Jean-Jacques Bizot                             |
| 8 settembre 1939                | [ 18 ]            |                                                | Jacques Rueff                                  |
| 31 agosto 1940                  |                   | René Villard                                   |                                                |
| 22 gennaio 1941                 |                   |                                                | Henry de Bletterie                             |
| 22 dicembre 1945                |                   | Henry de Bletterie                             | Jean Saltes                                    |
| 1 ottobre 1952                  | [ 19 ]            | Jean Saltes                                    | Pierre Calvet                                  |
| 8 febbraio 1960                 | [ 20 ]            | Pierre Calvet                                  | Pierre-Paul Schweitzer                         |
| 7 gennaio 1964                  | [ 21 ]            |                                                | Bernard Clappier                               |
| 20 luglio 1966                  | [ 22 ]            | Bernard Clappier                               | André de Lattre                                |
| 27 marzo 1973                   | [ 23 ]            | André de Lattre                                | Gabriel Rattier                                |
| 14 giugno 1974                  | [ 24 ]            | Gabriel Rattier                                | Renaud de La Genière                           |
| 5 novembre 1974                 | [ 25 ]            | Renaud de La Genière                           | Marcel Théron                                  |
| 11 dicembre 1979                | [ 26 ]            | Marcel Théron                                  | Alain Prate                                    |
| 10 dicembre 1980                | [ 27 ]            | Alain Prate                                    | Gabriel Lefort                                 |
| 2 agosto 1984                   | [ 28 ]            | Michel Camdessus                               | Jacques Waitzenegger                           |
| 14 novembre 1984                | [ 29 ]            | Jacques Waitzenegger                           | Philippe Lagayette                             |
| 25 gennaio 1990                 | [ 30 ]            | Philippe Lagayette                             | Denis Ferman                                   |
| 31 dicembre 1992                | [ 31 ]            | Denis Ferman                                   | Hervé Hannoun                                  |
| 6 gennaio 1994                  | [ 32 ]            | Denis Ferman                                   | Hervé Hannoun                                  |
| 30 dicembre 1999                | [ 33 ]            | Hervé Hannoun                                  | Jean-Paul Redouin                              |
| 22 dicembre 2005                | [ 34 ]            | Jean-Paul Redouin                              | Jean-Pierre Landau                             |
| 8 novembre 2011                 | [ 35 ]            |                                                | Anne Le Lorier                                 |
| 5 gennaio 2012                  | [ 36 ]            | Anne Le Lorier                                 | Robert Ophèle                                  |